# Due cuori sotto sequestro
Due cuori sotto sequestro è un film del 1941 scritto e diretto da Carlo Ludovico Bragaglia.
Il film vide l'esordio sul grande schermo di Mario Riva nel ruolo di un cantante.

## Trama
L'ultimo rampollo di una nobile famiglia abbandona la casa paterna per continuare a comporre e presentare canzonette nei locali pubblici. Si rifugia nello studio di un pittore dove incontra una studentessa di cui si innamora, ma il padre gli propone un matrimonio di convenienza in cambio di denaro. Il giovane decide di accettare, con l'intenzione di rompere il fidanzamento prima del matrimonio, ma la studentessa capisce l'ingenuità del piano e per procurarsi il denaro di cui i due hanno bisogno si reca ad un appuntamento con un ricco signore. Costui altri non è che il padre del musicista, che deciderà di rinunciare ai propri disegni e ad acconsentire al matrimonio tra i due innamorati.

## Distribuzione
Il film venne distribuito nelle sale italiane dal 5 settembre 1941.

## Critica
Il 6 settembre 1941, sul Messaggero il film fu definito «un gustoso pasticcio d'amore e di sorprese... Il dialogo è brioso, gli equivoci si susseguono brillantemente... un film gaio che fila amabilmente».